# The Corner
The Corner es una serie de la cadena HBO del año 2000 basada en el libro titulado La esquina (The Corner: A Year in the Life of an Inner-City Neighborhood) (1997) de David Simon y Ed Burns adaptado para televisión por David Simon y David Mills.
La serie de seis episodios relata la vida de una familia de Baltimore inmersa en la pobreza y las drogas.